# Stazione di Naha-kūkō
La stazione di Naha Aeroporto (那覇空港駅?, Naha-kūkō-eki) è una fermata della monorotaia di Okinawa che serve l'aeroporto di Naha a Naha, sull'isola di Okinawa in Giappone. La stazione ha la particolarità di essere quella più a ovest di tutto il Giappone.

## Linee
Yui Rail
● Monorotaia di Okinawa

## Struttura
La stazione è costituita da due binari su viadotto con un marciapiede a isola. Al piano inferiore si trovano i tornelli di accesso e il collegamento con l'aeroporto. 
| 1-2 | ● Monorotaia di Okinawa | per Oroku, Kenchō-mae, Makishi, Shuri e Tedako-Urasoe |

## Stazioni adiacenti
| «                     | Servizio              | »                     |
| Monorotaia di Okinawa | Monorotaia di Okinawa | Monorotaia di Okinawa |
| --------------------- | --------------------- | --------------------- |
| Capolinea             | -                     | Akamine               |